# Celyphus nigritarsus
Celyphus nigritarsus är en tvåvingeart som beskrevs av Shi 1999. Celyphus nigritarsus ingår i släktet Celyphus och familjen Celyphidae. Inga underarter finns listade i Catalogue of Life.